# Josu Muguruza
Josu Muguruza Guarrotxena (Bilbao, 1958 - Madrid, 20 de noviembre de 1989) fue un periodista y político español de orientación nacionalista vasca. 

## Biografía
Nació en el barrio de Recalde de Bilbao en 1958 y murió asesinado en Madrid el 20 de noviembre de 1989. Fue diputado electo del Congreso de los Diputados en la víspera de la sesión constitutiva de la IV legislatura.

### Trayectoria política
Muguruza comenzó estudios universitarios de pedagogía en la Universidad de Deusto, pero los abandonó para comenzar los de periodismo en Lejona (Vizcaya). Por entonces había aprendido euskera y comenzó su militancia política en la izquierda independentista vasca. Fue militante en los Comités Patriotas Socialistas (ASK), movimiento autogestionario y asambleario nacido en Vizcaya, y formó parte de las organizaciones abertzales KAS y Herri Batasuna.

### Vinculaciones con ETA
En 1981 la policía detuvo a su entonces novia y futura mujer, Elena Bartolomé, por supuesta vinculación con la banda terrorista ETA. Fue entonces cuando Josu Muguruza se dio a la fuga y marchó clandestinamente al País Vasco francés para evitar su detención. A principios de los años 80 la colaboración judicial y policial entre España y Francia era casi inexistente. De tal forma, a pesar de ser buscado en España, Muguruza pudo realizar una vida pública y normal en Francia. La huida le impidió finalizar sus estudios de periodismo, que dejó en quinto curso, sin embargo, no fue óbice para que encontrara trabajo en el campo del periodismo.
Durante sus seis años de estancia en el País Vasco francés trabajó como profesor de euskera en una escuela de la Coordinadora de Euskaldunización y Alfabetización (AEK) de Bayona, en Gure Irratia, emisora local de radio, y como corresponsal del diario abertzale Egin para las tres provincias del País Vasco francés. Su actividad política pública le llevó a organizar un «Comité de Refugiados» en 1984. De acuerdo con algunos autores, Muguruza se convirtió durante estos años en una persona con gran autoridad dentro del exilio abertzale y fue uno de los impulsores de la estrategia negociadora que debía llevar a cabo ETA con el Gobierno español y que se materializó en las «Conversaciones de Argel» en 1988. Aunque no era muy conocido por la opinión pública, se convirtió en una persona con peso e influencia dentro de la izquierda abertzale. El 12 de marzo de 1987 fue detenido por la policía francesa y extraditado de forma urgente a España.

### Vuelta a la vida pública
Josu Muguruza estuvo preso en diversas cárceles de España durante unos meses hasta que fue puesto en libertad a finales de 1987 debido a la falta de cargos contra él. Se estableció con su mujer en Vitoria y recuperó su trabajo como periodista del diario Egin, esta vez como redactor-jefe y encargado de las crónicas de análisis político, que firmaba bajo el seudónimo de Iratzar.
Ingresa en la dirección de la coordinadora abertzale KAS, que integraba a la coalición electoral Herri Batasuna entre otras organizaciones, y en mayo de 1988 es elegido a su vez miembro de la Mesa Nacional, órgano directivo de HB, como responsable de formación. Muguruza es considerado por muchos analistas y políticos como uno de los líderes en la sombra de Herri Batasuna, con un peso político real mayor que figuras más conocidas como podían ser Iñaki Esnaola o Jon Idigoras. El que fuera presidente del PNV, Xabier Arzalluz, lo llegó a calificar como «general de Herri Batasuna».

### Elección como diputado y asesinato
En 1989 fue elegido candidato de Herri Batasuna al Congreso de los Diputados por Vizcaya, siendo el tercero de la lista. En las elecciones del 29 de octubre de 1989 HB obtuvo dos diputados por Vizcaya, pero la renuncia del histórico dirigente Tasio Erkizia, número dos de la lista, dejó a Muguruza como cargo electo. Dentro de Herri Batasuna había ganado la tesis de participar por primera vez en las instituciones políticas españolas, ya que hasta entonces habían concurrido a las elecciones pero no habían participado en las sesiones a Cortes Generales.
La sesión de investidura en el Congreso se iba a celebrar el día 21 de noviembre e iba a contar por primera vez con participación de políticos de HB. La noche anterior, los congresistas y senadores electos de Herri Batasuna, entre los que junto a Josu Muguruza figuraban entre otros Iñigo Iruin y Jose Luis Elkoro, cenaban en el hotel Alcalá de Madrid y preparaban la estrategia para la sesión del día siguiente. Fue entonces cuando entraron dos pistoleros encapuchados en el reservado que ocupaban los dirigentes abertzales y dispararon contra el grupo, causando la muerte por heridas de bala de Muguruza y heridas graves a otro dirigente de HB, Iñaki Esnaola. Muguruza falleció en el acto. Tenía 31 años y dejaba viuda y una hija en camino. El periodista nacionalista Pepe Rei junto a Edurne San Martín cuenta en el libro Alcalá 20-N los hechos acaecidos y las conclusiones realizadas tras sus investigaciones al margen de la sentencia judicial.

### Autores del asesinato
El asesinato se produjo el 20 de noviembre, fecha con un fuerte simbolismo para la ciudadanía española, ya que ese día se celebra el aniversario de las muertes de Francisco Franco y José Antonio Primo de Rivera. Otro dirigente de HB, Santiago Brouard, ya había sido asesinado también un 20-N, cinco años antes. De acuerdo con la reconstrucción del crimen, el objetivo de los asesinos era atentar contra la vida de Iñaki Esnaola y Jon Idigoras, pero fallaron al alcanzar las balas en su lugar a Muguruza y Esnaola.
El atentado fue reivindicado por los GAL, pero el hecho de que llevara dos años inactivo y el modus operandi del asesinato dirigieron las sospechas hacia grupos de ultraderecha ligados a las Bases Autónomas. Dos ultraderechistas fueron detenidos acusados de ser los autores materiales del asesinato: Ángel Duce y Ricardo Sáenz de Ynestrillas. El primero de los dos ingresó en prisión en 1990 y fue condenado en 1993 a 99 años y ocho meses de prisión, mientras que el segundo fue absuelto por falta de pruebas. En todo momento, Duce rechazó su adscripción en la ultraderecha y en una carta dirigida en 1996 al diario El País ironizaba afirmando: "Fíjese si soy de extrema derecha que estoy manteniendo contacto desde hace tiempo con el ex miembro de ETA Juan Manuel Soares Gamboa para concienciar a los violentos de que han emprendido un camino equivocado". A pesar de declararse arrepentido, Duce nunca obtuvo el tercer grado debido a la gravedad de sus delitos y murió en un accidente de circulación mientras disfrutaba de un permiso en 1997. Por su parte, Sáenz de Ynestrillas, hijo de un comandante del Ejército asesinado por ETA, adquirió notabilidad y funda sendos partidos de extrema derecha en un intento de unificar diversas fuerzas políticas de carácter nacional.[cita requerida]

## Memoria
- El 17 de noviembre de 2014 se estrenó el documental Zohardia, realizado Lander Iruin y Markel Andia, en el que se cuenta la vida de Josu Muguruza.[22]
- El 19 de noviembre de 2014 se presentó en San Sebastián el libro Josu Muguruza. El sueño que no truncaron las balas, escrito por Iñaki Altuna y Mikel Zubimendi.[23]
- EITB emitió en noviembre de 2015 el documental 20-N, el día de la impunidad sobre los asesinatos de Santiago Brouard y Josu Muguruza.[24]